# Jasmila Žbanić
Jasmila Žbanić (Sarajevo, 19 december 1974) is een Bosnische filmregisseur en scenarist. Ze is vooral bekend van Grbavica en Na Putu.

## Biografie
Jasmila Žbanić werd geboren in Sarajevo in 1974 als dochter van Bosniakken in het Joegoslavië van Tito. Ze komt uit een moslimfamilie, maar noemt zichzelf atheïst. Ze studeerde aan de Academie voor Podiumkunsten in Sarajevo. Daarna verbleef ze een tijdje in de Verenigde Staten. In Vermont werkte ze als poppenspeler in het Bread and Puppet Theater en als clown in een Lee De Long-workshop. In 1997 richtte ze de kunstenaarsvereniging Deblokada op om een kans te geven aan Bosnische kunstenaars in een door oorlog verwoest land en om internationale contacten te verwerven. Ze begon documentaires, korte films en videokunst te maken. Haar vroege werk werd vertoond op diverse festivals, waaronder Manifesta 3 in Slovenië. Ze trouwde met de bankier Damir Tumba Ibrahimović. In 2000 kregen ze een dochter Zoe.

## Werk en Stijl
Haar films gaan over de problemen en de overlevingsdrang van gewone mensen in Bosnië en Herzegovina, een jong land dat zwaar getroffen werd door de Bosnische Burgeroorlog. 
In 2006 verscheen haar eerste langspeelfilm Grbavica. Deze gaat over een alleenstaande moeder en haar dochter in de wijk Grbavica in Sarajevo kort na de oorlog. Ze haalde inspiratie uit het feit dat tijdens de oorlog veel Bosnische vrouwen verkracht werden. Deze film won de Gouden Beer van Berlijn. In 2010 maakte ze Na Putu (On the Path) over een jong koppel in Sarajevo. Hierin wordt het probleem behandeld van het opkomende moslimfundamentalisme. In 2013 verscheen Za One Koji Ne Mogu Da Govore (For Those Who Can Tell No Tales), over een Australische toeriste die het oorlogsverleden onderzoekt van het Bosnische hotel Vilina Vlas, in een dorpje ten noorden van Višegrad. In 2014 maakte ze de komedie Love Island. 

## Filmografie

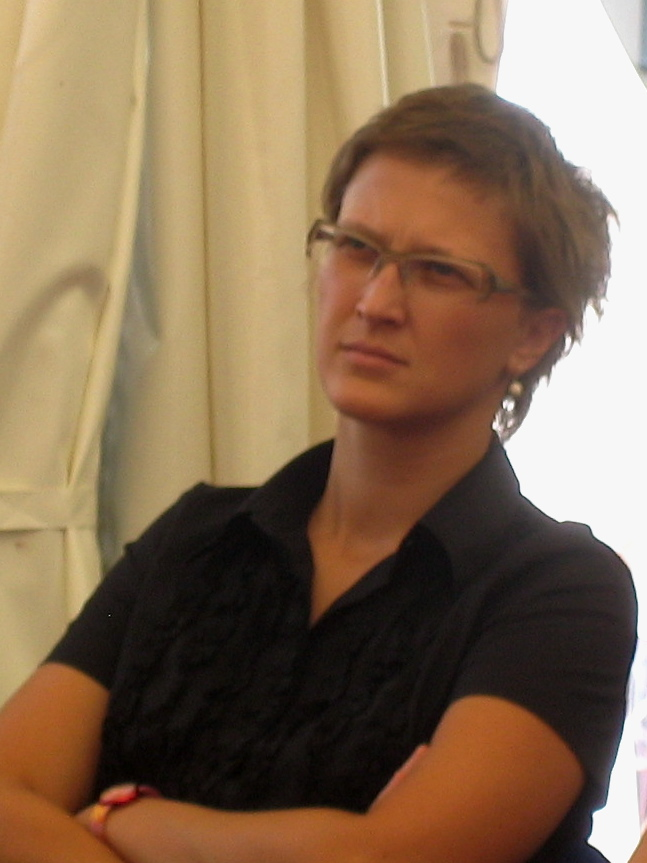
Jasmila Žbanić op het Filmfestival van Sarajevo in 2007

### Korte films
- Noć je, mi svijetlimo (1998)
- Crvene Gumene Cizme (2000)
- Images from the Corner (2003): tv-documentaire
- Birthday (2004)

### Langspeelfilms
- Grbavica (2006)
- Stories on Human Rights (2008): Segment Participation
- Na putu (2010)
- For Those Who Can Tell No Tales (2013)
- Love Island (2014)
- One Day in Sarajevo (2014): documentaire
- Quo vadis, Aida? (2020)

- Bibsys: 7022743
- Biblioteca Nacional de España: XX4782226
- Bibliothèque nationale de France: cb16569657w (data)
- Gemeinsame Normdatei: 138490058
- International Standard Name Identifier: 0000 0001 2141 688X
- Library of Congress Control Number: no2007153658
- Nationale Bibliotheek van Tsjechië: jo2006346257
- Nationale bibliotheek van Australië: 55126981
- Nationale Bibliotheek van Israël: 987007444958205171
- Nationale Bibliotheek van Polen: a0000003137786
- Nationale en Universitaire bibliotheek Zagreb: 000244394
- Nederlandse Thesaurus van Auteursnamen: 299006352
- Réseau des bibliothèques de Suisse occidentale: 02-A013397732
- RKD-Nederlands Instituut voor Kunstgeschiedenis: 308549
- Système universitaire de documentation: 119986248
- Trove: 1602784
- Union List of Artist Names: 500395476
- Virtual International Authority File: 84184064
- WorldCat: E39PBJdcBPHtkqfbpVrv6bP84q